# Gabinete Abela II
El Gabinete Abela II es el Gobierno titular de Malta desde el 30 de marzo de 2022. El Gobierno maltés se elige mediante elecciones generales para un mandato de cinco años.

## Apoyo parlamentario
| Cámara                   | Candidato    | Fecha                                          | Voto |    |    | Total |
| ------------------------ | ------------ | ---------------------------------------------- | ---- | -- | -- | ----- |
| Cámara de Representantes | Robert Abela | 20 de febrero de 2022 Mayoría simple requerida | Sí   | 43 |    | 43/79 |
| Cámara de Representantes | Robert Abela | 20 de febrero de 2022 Mayoría simple requerida | No   |    | 36 | 36/79 |
| Cámara de Representantes | Robert Abela | 20 de febrero de 2022 Mayoría simple requerida | Abs. |    |    | 0/79  |

## Composición
| Partido político                                                            | Partido político | Partido Laborista       |        |       |
| Cargo                                                                       | Retrato          | Nombre                  | Nombre | Ref.  |
| Primer Ministro                                                             |                  | Robert Abela            |        | [ 1 ] |
| Viceprimer Ministro y Ministro de Salud                                     |                  | Chris Fearne            | [ 2 ]  |       |
| Ministro del Patrimonio Nacional, las Artes y el Gobierno Local             |                  | Owen Bonnici            | [ 3 ]  |       |
| Ministro de Asuntos Exteriores, Europeos y Comercio                         |                  | Ian Borg                | [ 4 ]  |       |
| Ministro de Política Social y Derechos del Niño                             |                  | Michael Falzon          | [ 5 ]  |       |
| Ministro de Agricultura, Pesca y Derechos de los Animales                   |                  | Anton Refalo            | [ 6 ]  |       |
| Ministro de Alojamiento Social y Asequible                                  |                  | Roderick Galdes         | [ 7 ]  |       |
| Ministro de Economía, Fondos Europeos y Tierras                             |                  | Silvio Schembri         | [ 8 ]  |       |
| Ministra de Inclusión, Organizaciones Voluntarias y Derechos del Consumidor |                  | Julia Farrugia Portelli | [ 9 ]  |       |
| Ministro de Transporte, Infraestructura y Proyectos de Capital              |                  | Aaron Farrugia          | [ 10 ] |       |
| Ministro de la isla de Gozo                                                 |                  | Clint Camilleri         | [ 11 ] |       |
| Ministro del Interior, Seguridad, Reformas e Igualdad                       |                  | Byron Camilleri         | [ 12 ] |       |
| Ministro de Turismo                                                         |                  | Clayton Bartolo         | [ 13 ] |       |
| Ministra de Medio Ambiente, Energía y Empresa                               |                  | Miriam Dalli            | [ 14 ] |       |
| Ministro de Finanzas y Empleo                                               |                  | Clyde Caruana           | [ 15 ] |       |
| Ministro de Educación, Deporte, Juventud, Investigación e Innovación        |                  | Clifton Grima           | [ 16 ] |       |
| Ministro de Obras Públicas y Planificación                                  |                  | Stefan Zrinzo Azzopardi | [ 17 ] |       |
| Ministro de Justicia                                                        |                  | Jonathan Attard         | [ 18 ] |       |
| Ministro para el Envejecimiento Activo                                      |                  | Jo Etienne Abela        | [ 19 ] |       |